# Noyers-Pont-Maugis
Noyers-Pont-Maugis ist eine französische Gemeinde mit 670 Einwohnern (Stand: 1. Januar 2022) im Département Ardennes in der Region Grand Est (vor 2016 Champagne-Ardenne). Die Gemeinde gehört zum Arrondissement Sedan und zum Kanton Sedan-1. 

## Geografie
Noyers-Pont-Maugis liegt etwa fünf Kilometer südlich von Sedan. Umgeben wird Noyers-Pont-Maugis von den Nachbargemeinden Wadelincourt im Norden, Bazeilles im Nordosten, Remilly-Aillicourt im Osten, Thelonne im Südosten, Bulson im Süden und Südwesten sowie Cheveuges im Westen.

## Bevölkerungsentwicklung
| 1962                       | 1968 | 1975 | 1982 | 1990 | 1999 | 2006 | 2019 |
| -------------------------- | ---- | ---- | ---- | ---- | ---- | ---- | ---- |
| 794                        | 902  | 904  | 795  | 738  | 712  | 717  | 669  |
| Quellen: Cassini und INSEE |      |      |      |      |      |      |      |

## Sehenswürdigkeiten
- Kirche Saint-Rémi in Pont-Maugis aus dem Jahre 1897
- Kirche Saint-Hilaire in Noyers aus dem 19. Jahrhundert
- Kirche Saint-Pierre in Chaumont aus dem 12./13. Jahrhundert
- deutscher Soldatenfriedhof

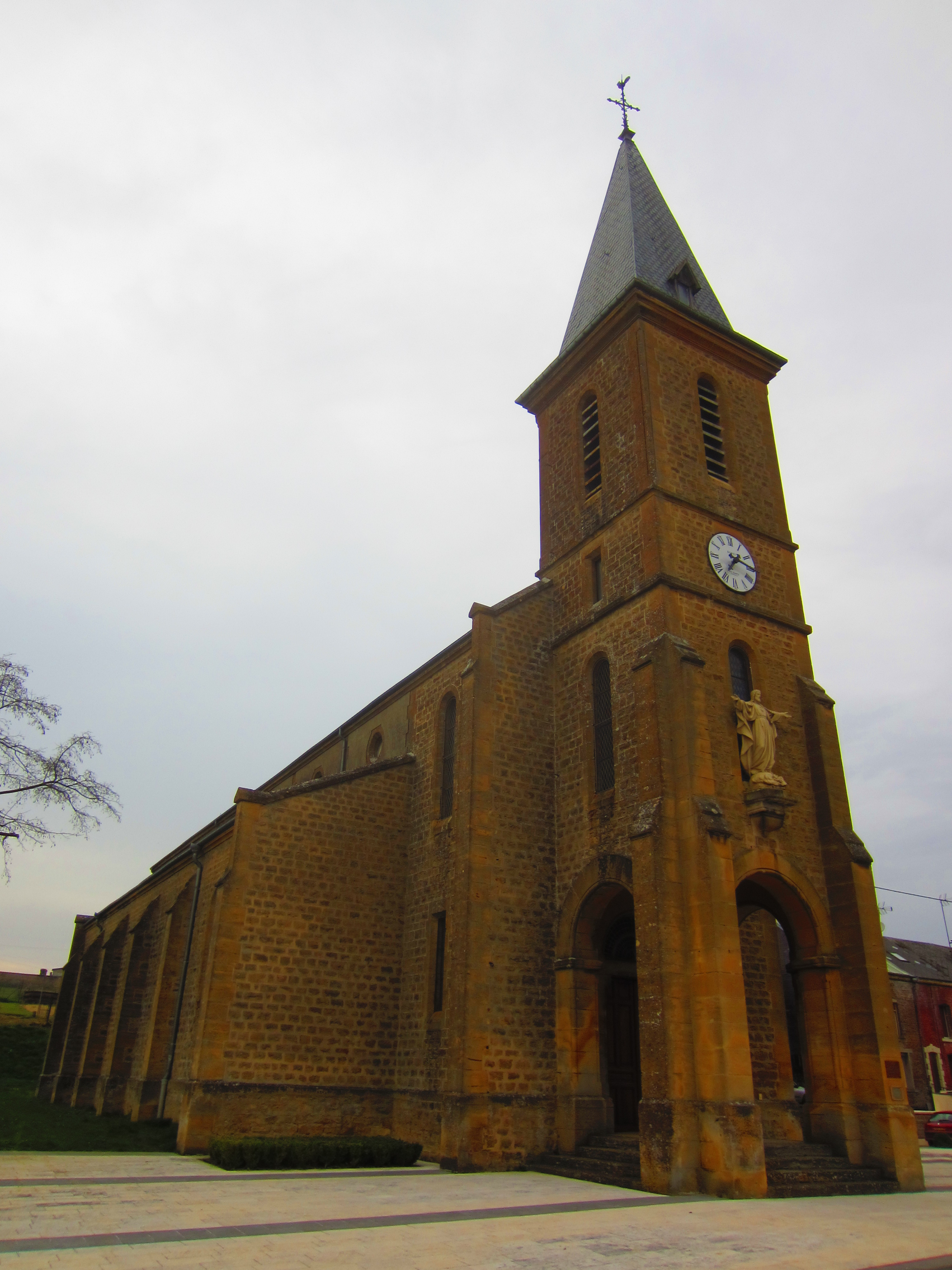
Kirche Saint-Rémi
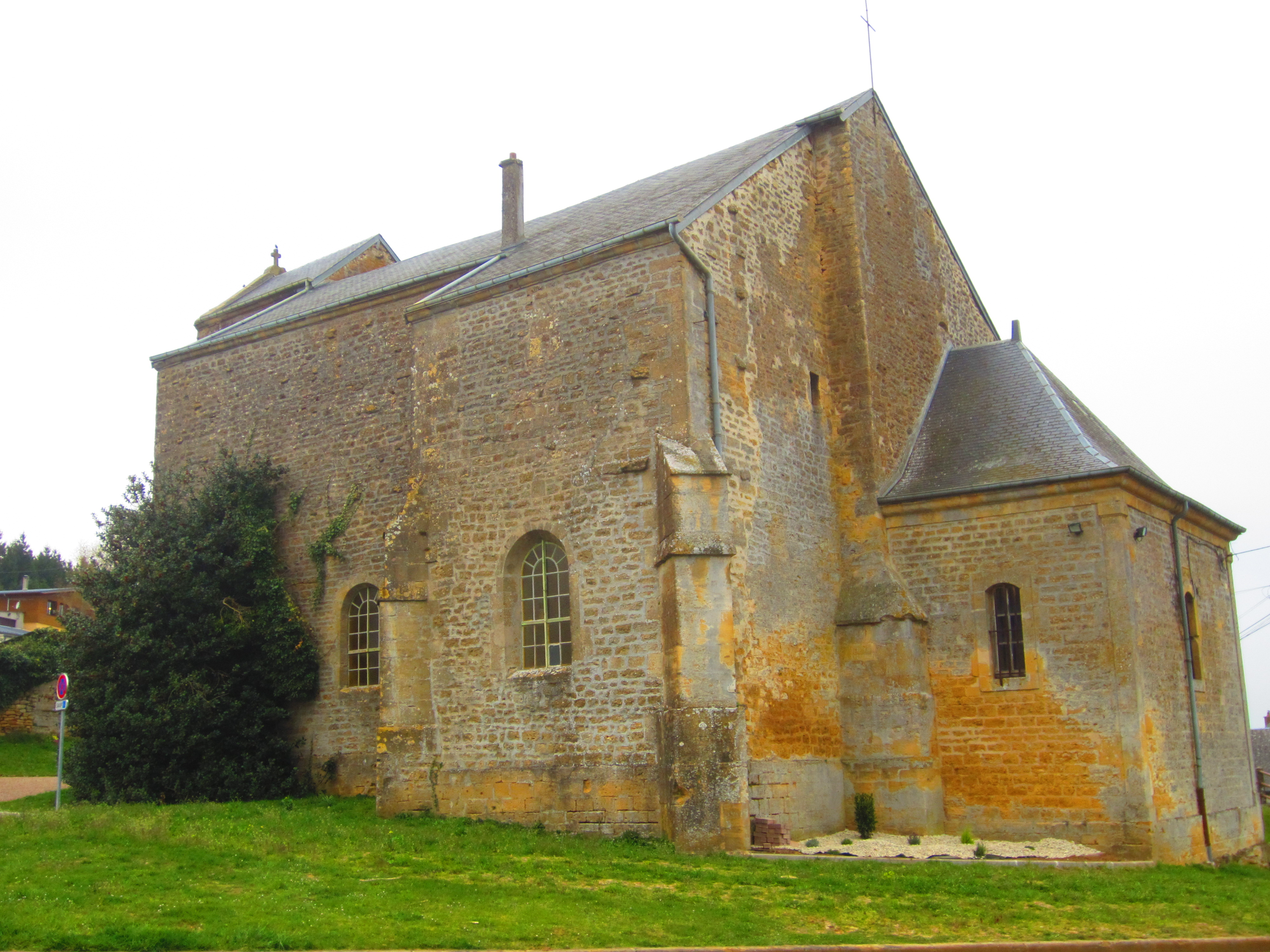
Kirche Saint-Hilaire
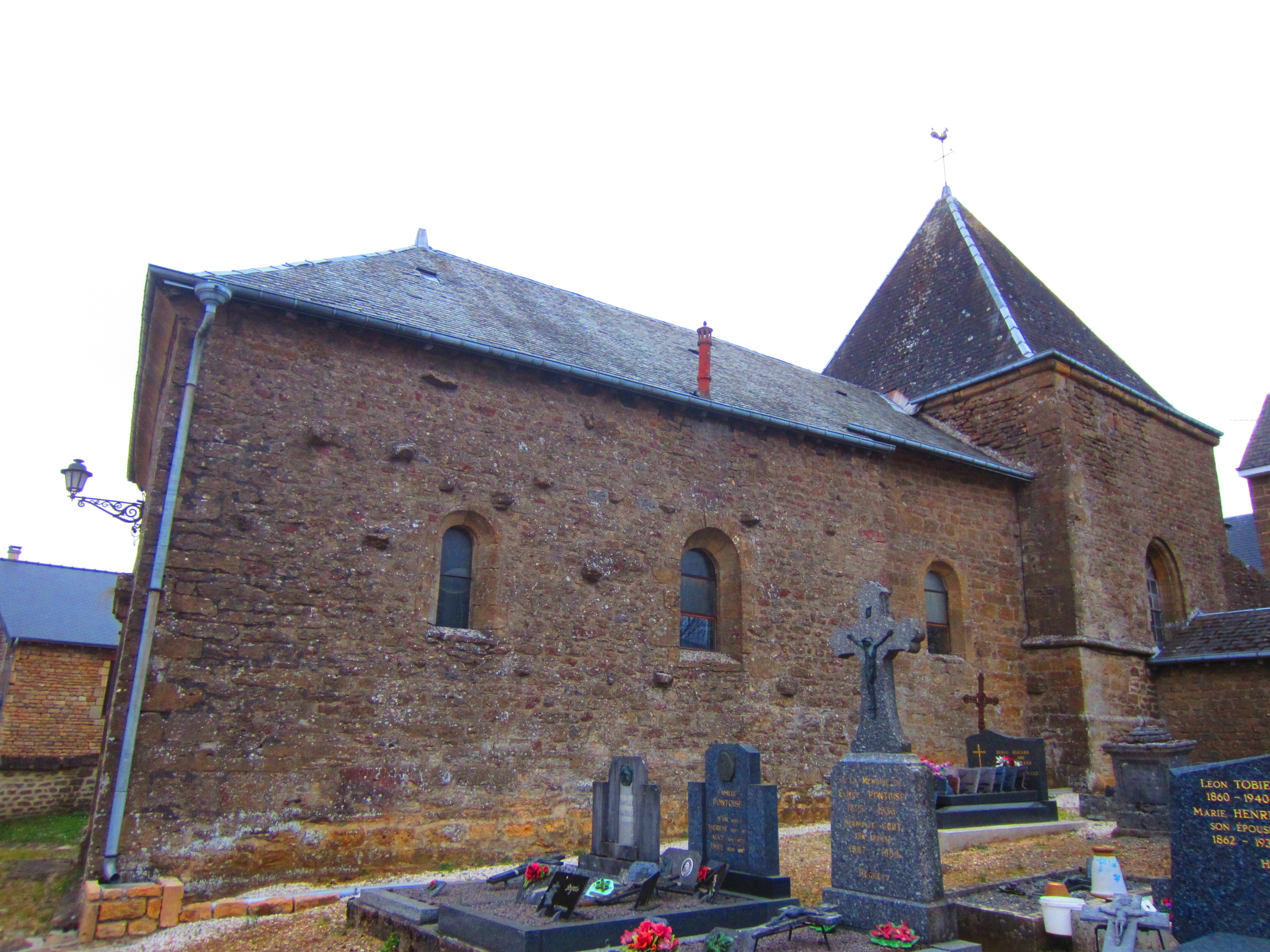
Kirche Saint-Pierre